# Nobody but You
«Nobody but You» es una canción interpretada por el cantante austríaco Cesár Sampson. El tema representó a Austria en el Festival de la Canción de Eurovisión 2018. El título de la canción fue revelado públicamente el 7 de diciembre de 2017, y fue compuesta por Boris Milanov, Eman Faiz y Sebastian Arman, quienes también participaron en la composición de varias canciones para Bulgaria.

## Festival de la Canción de Eurovisión 2018
Cesár Sampson fue proclamado como representante austríaco para el Festival de la Canción de Eurovisión 2018 el 5 de diciembre de 2017, y el título de la canción fue revelado dos días después.